# Торе Сан Патрицио
То̀ре Сан Патрѝцио (на италиански: Torre San Patrizio, на местен диалект la Torra, ла Тора) е село и община в Централна Италия, провинция Фермо, регион Марке. Разположено е на 224 m надморска височина. Населението на общината е 2117 души (към 2011 г.).
До 2004 г. общината е част от провинция Асколи Пичено, когато участва в новата провинция Фермо.